# Maria Grazia Mazzola
Maria Grazia Mazzola (Palermo, 8 aprile 1961) è una giornalista italiana.

## Biografia
Laureata in scienze politiche, a metà degli anni ottanta collabora con il quotidiano L'Ora di Palermo e con la Rai presso la struttura programmi della sede regionale siciliana. Nel 1987 pubblica per la ERI Al di là della droga in collaborazione col Comune di Palermo, tratto dall'omonimo programma radiofonico. Dal 1989 al 1993 collabora con la redazione di Michele Santoro, prima per Samarcanda e poi la trasmissione Il rosso e il nero, firmando inchieste sulle stragi di mafia, 'ndrangheta e camorra. Inviata per Samarcanda in Sicilia per la strage di Capaci in cui furono assassinati Giovanni Falcone, Francesca Morvillo e gli agenti di scorta, intervista in ospedale i tre agenti sopravvissuti. Realizza anche servizi su tangentopoli ed è inviata in ex Jugoslavia. 
Nel 1992 è coautrice del documentario Sud di Michele Santoro per Raitre, venduto all'emittente francese TF1.
Citata da Antonino Caponnetto, capo del pool di Palermo, nel suo libro I miei giorni a Palermo (Garzanti 1992), per la sua pubblicazione sulle donne di Cosa nostra sul Venerdì di Repubblica.
Assunta in Rai nel 1993, presso sede regionale della Lombardia, si occupa di tangentopoli e di mafia al nord. Dal 1994 diventa una delle croniste di punta del Tg1 per la cronaca nera e giudiziaria, con la direzione di Demetrio Volcic. Si occupa del processo Andreotti, delle prime sentenze dei processi Berlusconi, delle inchieste del pool di Milano sulla corruzione di giudici e avvocati romani, del Consiglio superiore della magistratura e del sindacato delle toghe.
Nell'aprile 1996 firma gli unici filmati esistenti all'interno dei reparti carcerari del 41 bis, dove sono ristretti gli autori della stragi dei giudici Falcone e Borsellino, grazie a una autorizzazione speciale concessa dall'allora ministro della giustizia Vincenzo Caianiello. 
Nel 1997 è promossa inviato speciale al Tg1 dal direttore Marcello Sorgi. È autrice di numerose esclusive: un'intervista al boss della mala del Brenta, Felice Maniero, un reportage all'interno del quartier generale della Unidad de Drogas y Crimen Organizado, la polizia giudiziaria spagnola, intervista alla madre dei ragazzi-killer del cavalcavia di Tortona in Piemonte, sul sequestro Soffiantini, intervista all'imprenditrice sequestrata e poi liberata Alessandra Sgarella, alla donne di mafia, ai killer di cosa nostra.
Ha seguito il conflitto militare in Kosovo dalla base Nato di Aviano prima e successivamente il conflitto militare in Libia dalla base militare di Birgi, firmando l'esclusiva per il Tg1, del rifornimento in volo dei tornado italiani e a bordo degli Awacs, il sistema radar aviotrasportato utilizzato per la sorveglianza aerea.
Negli anni duemila affianca il ruolo di inviato speciale alle collaborazioni con alcune trasmissioni di approfondimento giornalistico della Rai. In particolare, nel 2003-2004 collabora con Giovanni Floris per Ballarò con un reportage sulle stragi di Al-qaeda in Turchia, Spagna e Bosnia, con un’intervista esclusiva a un addestratore di terroristi. Nel 2004-2005 realizza due puntate per Report intitolate La mafia che non spara e Mafia, clientela e corruzione: chi paga il prezzo. La prima delle due inchieste provoca la reazione di alcuni esponenti politici del Governo Berlusconi e di Salvatore Cuffaro, ai tempi Presidente della Regione Siciliana, che chiedono alla Rai la messa in onda di una puntata "riparatrice" su Rai 2.
Enzo Biagi, nel suo ultimo libro, Quello che non si poteva dire, cita l'inchiesta La mafia che non spara, come esempio di coraggiosa informazione durante il cosiddetto editto bulgaro. Il reportage fu ripreso dalle maggiori testate giornalistiche europee, e il canale tedesco Ard in particolare dedicò un intero servizio di approfondimento. 
Nel 2006-2008 torna a collaborare con Santoro e la trasmissione Annozero con servizi su mafia e politica e un reportage sull'evasione fiscale delle imprese italiane nella Repubblica di San Marino. Con una telecamera nascosta filma il sermone antioccidentale dell'imam Koheila presso la moschea salafita di Porta Palazzo, a Torino.
Nel 2010 per il Tg1, intervista l'ex partigiano Agostino Di Pasquale, età 100 anni, e riceve una lettera di apprezzamento da parte del presidente della Repubblica Giorgio Napolitano.